# Left 4 Dead
Left 4 Dead es un videojuego de terror de disparos en primera persona desarrollado por Valve South y publicado por Valve. El juego utiliza el motor gráfico de Valve, Source, y está disponible para Microsoft Windows, Xbox 360 y macOS. Fue lanzado originalmente para Microsoft Windows y Xbox 360 en noviembre de 2008 y para Mac OS X en octubre de 2010, y es el primer título de la serie Left 4 Dead. Ambientado tras un brote de zombis en la costa este de Estados Unidos, el juego enfrenta a sus cuatro protagonistas, apodados los "Supervivientes", contra hordas de infectados.
Left 4 Dead utiliza el motor Source patentado de Valve, con cuatro modos de juego: un modo para un jugador en el que los personajes aliados son controlados por IA, un modo de campaña cooperativa para cuatro jugadores, un modo versus en línea para ocho jugadores y un modo de supervivencia para cuatro jugadores. En todos los modos, una inteligencia artificial llamada "Director" controla el ritmo de los niveles y la ubicación de los elementos en un intento de crear una experiencia dinámica y aumentar el valor de rejugabilidad.
Left 4 Dead fue bien recibido por los medios de la industria tras su lanzamiento, con elogios por su valor de repetición, enfoque en el juego cooperativo y sensación cinematográfica, aunque algunos criticaron su selección de niveles limitada y su falta de narrativa. Considerado uno de los mejores videojuegos jamás creados, el juego ganó varios premios de publicación, así como distinciones de la Academia de Artes y Ciencias Interactivas y la Academia Británica de Artes Cinematográficas y Televisivas. Como se hizo con Team Fortress 2, Valve complementó el juego con contenido descargable gratuito. El éxito del juego llevó al desarrollo de la secuela Left 4 Dead 2, que se lanzó en 2009. En 2012, todas las campañas de Left 4 Dead se trasladaron a Left 4 Dead 2, con soporte multijugador multiplataforma entre las versiones de Windows y Mac del juego.

## Argumento
Pensilvania está sufriendo un brote de "gripe verde", un patógeno altamente contagioso que causa agresión extrema, mutación en las células del cuerpo y pérdida de funciones cerebrales superiores (esencialmente, zombificando a quienes contraen la gripe). Dos semanas después de la primera infección, cuatro sobrevivientes inmunes — William "Bill" Overbeck, un veterano de la guerra de Vietnam; Zoey, una estudiante universitaria; Louis, un gerente de cuentas del distrito; y Francis, un motero al margen de la ley — recorren la ciudad de Fairfield, solo para descubrir que la infección está creando mutaciones más peligrosas en algunos de sus huéspedes. Después de evitar por poco a estos nuevos infectados, junto con hordas de zombis, los sobrevivientes son alertados de la presencia de un punto de evacuación en la azotea del cercano Hospital Mercy por un helicóptero de noticias que sobrevuela alrededor. Abriéndose paso a través de las calles, el metro y las alcantarillas de la ciudad, ellos son rescatados por el piloto en la azotea del hospital, solo para descubrir que él está infectado.
Con Zoey viéndose obligada a matarlo, el helicóptero se estrella en un distrito industrial a las afueras de la ciudad. Al encontrar un camión de reparto blindado, los sobrevivientes lo usan para dirigirse al pueblo de Riverside. Sin embargo, ellos encuentran el camino bloqueado y recorren el resto a pie. Después de un encuentro con un delirante sobreviviente infectado en la iglesia local, descubren que el pueblo también fue invadido por lo que deciden dirigirse a una cabaña cercana al río para pedir ayuda. Logrando ponerse en contacto con un pequeño barco pesquero, los sobrevivientes llegan a la ciudad de Newburg al otro lado del río, solo para encontrar gran parte de ella en llamas. Buscando cobertura en un gran invernadero, el grupo observa un avión militar pasar por encima de ellos, lo que los lleva a viajar a través del distrito financiero de la ciudad hacia el Aeropuerto Metropolitano Internacional. Llegando, el grupo descubre que, en un intento por contener la infección, los militares han bombardeado el aeropuerto; sin embargo, la pista está en gran parte intacta, lo que permite a los sobrevivientes abastecerse de combustible y escapar en el avión militar, que se encontraba esperándolos.
A pesar de este aparente rescate, el avión también se estrella, y los sobrevivientes una vez más se encuentran solos a las afueras del Bosque Nacional de Allegheny. Siguiendo una serie de vías de tren a través del área, el grupo llega a un puesto militar abandonado, pero en funcionamiento. Después de responder a una transmisión en radio, los sobrevivientes toman su última posición contra las hordas de zombis, antes de que un transporte blindado de personal llegue para transportarlos al noreste de una zona segura, implicada en ser una de las pocas áreas no infectadas del país que aún siguen en pie. Sin embargo, los sobrevivientes son llevados a una instalación militar, siendo informados de que su inmunidad se debe a que son los portadores de la infección, esparciéndola inadvertidamente por todo el mundo. Ellos son retenidos temporalmente por los militares antes de que la instalación sea invadida por los infectados. Los cuatro escapan en un tren y viajan al sur ante la insistencia de Bill, quien cree que pueden encontrar seguridad a largo plazo de los infectados en las islas de los Cayos de la Florida.
En la ciudad portuaria de Rayford, los sobrevivientes encuentran un bote, pero deben levantar un viejo puente oxidado alimentado por un antiguo generador para que el bote llegue a aguas abiertas, asegurando que el ruido de la maquinaria alertará a una gigantesca horda de zombis. Sin embargo, el generador cede en el último minuto por lo que Bill se sacrifica para reiniciarlo, permitiendo que los demás puedan ponerse a salvo. Después de esperar a que la horda se disperse, los tres se encuentran con otros cuatro sobrevivientes y mueven el bote al otro lado del puente, ayudándoles a volver a bajarlo para que puedan cruzar en su automóvil. Finalmente, Louis, Zoey y Francis regresan al bote y parten rumbo a los Cayos, cumpliendo el deseo de Bill de mantenerse a salvo.

## Jugabilidad
Left 4 Dead es un juego de disparos en primera persona en el que el jugador toma el control de uno de los cuatro sobrevivientes; si no hay jugadores humanos disponibles, los sobrevivientes restantes son bots controlados por la inteligencia artificial. Ellos juegan a través de los niveles, combatiendo a los infectados: humanos que han sido infectados con un virus similar a la rabia que causa psicosis. Aunque los sobrevivientes son los principales portadores de la enfermedad, no muestran signos de síntomas.
El juego se centra en la cooperación y el trabajo en equipo y, por lo tanto, evita algunas convenciones de "realismo" habituales en la mayoría de los juegos de disparos en primera persona del género más amplio; los esquemas de colores de los compañeros de equipo son visibles a través de las paredes para ayudar a los jugadores a unirse y coordinar su movimiento. Si un sobreviviente se cae de una cornisa, puede aferrarse automáticamente a ella y solo puede recibir ayuda de otro sobreviviente. Si la salud de un sobreviviente se agota, queda incapacitado y solo puede ser revivido por otro sobreviviente, momento en el que continúan jugando con una cantidad baja de salud que disminuye con el tiempo. Si un sobreviviente ha sido incapacitado y revivido dos veces sin atender sus heridas, experimentará una visión distorsionada en blanco y negro; la siguiente incapacitación matará al personaje. Si un sobreviviente recibe suficiente daño mientras está incapacitado, o si sus compañeros de equipo no lo ayudan, el personaje incapacitado morirá. Durante el modo campaña, si un sobreviviente muere, volverá a aparecer en un armario u otro espacio cerrado después de un período de tiempo (excepto durante los puntos clave del escenario), pero otro sobreviviente deberá liberarlo para volver a unirse al equipo. De lo contrario, el jugador debe esperar hasta el siguiente nivel. La inteligencia artificial es incapaz de acceder a los armarios, por lo que si todos los sobrevivientes han sido asesinados o incapacitados, los jugadores deberán reiniciar desde el último punto de control. Los sobrevivientes pueden compartir botiquines de primeros auxilios y pastillas para el dolor, ayudándose mutuamente a sanar. Left 4 Dead también cuenta con fuego amigo (que no causa daño en el modo de dificultad fácil), lo que aumenta la necesidad de precaución con respecto a otros sobrevivientes.
Los sobrevivientes se comunican mediante comandos de voz a los que se accede mediante menús rápidos, y algunos pueden sonar automáticamente al realizar acciones como recargar o detectar infectados. Se han registrado más de 1000 líneas únicas para cada sobreviviente. La comunicación adicional de las acciones del jugador se transmite a través de las luces de los personajes. Además, las linternas en las armas y las bocachas apagallamas ayudan a los jugadores a determinar si sus compañeros están disparando, realizando ataques cuerpo a cuerpo, recargando o moviéndose. Debido a problemas de control y la probabilidad de que los jugadores usen auriculares, la versión de Xbox 360 para Left 4 Dead omite la función de frases rápidas.
El juego se experimenta a través de seis campañas que tienen lugar en diversos lugares urbanos y rurales. Múltiples sugerencias visuales en el juego, incluidas las placas de matrícula, señales de estacionamiento, marcas en el equipo del aeropuerto y las líneas de diálogo habladas por los sobrevivientes, sugieren que estas ubicaciones están en Pensilvania, y, de manera similar, unos muros conmemorativos con los nombres de los que murieron en la infección (en realidad, los nombres del equipo de desarrollo del juego), junto con sus fechas de nacimiento y muerte, sugieren que los acontecimientos del juego tienen lugar en octubre de 2009. Cada campaña se divide en seis capítulos (excepto Crash Course, que tiene dos capítulos, y The Sacrifice, que tiene tres) marcados por refugios, que son puntos de control donde los jugadores se pueden curar, volver a armar y revivir a los personajes que fueron asesinados. Específicamente, las cuatro campañas son: No Mercy, un entorno urbano que culmina en la azotea de un hospital; Death Toll, un pequeño pueblo y entorno rural; Dead Air, situado en un aeropuerto; y Blood Harvest, un gigantesco bosque y una granja. El 29 de septiembre se lanzó una campaña de dos niveles, Crash Course, que se desarrolla a las afueras de una pequeña ciudad industrial; mientras que The Sacrifice es una campaña de tres niveles lanzada el 5 de octubre de 2010, con un escenario industrial cercano a un puerto en Georgia. Los niveles tienen comienzos y finales distintos, pero hay una serie de rutas alternativas a seguir con más suministros, lo que ayuda a crear una sensación de no linealidad. En el último capítulo de cada campaña, los jugadores deben defender una posición de una inmensa avalancha de zombis hasta que llegue el rescate. Cada campaña suele durar entre 20 y 75 minutos dependiendo del nivel de dificultad. Todas las versiones de plataforma del juego utilizan un sistema de desbloqueo de logros.

### Personajes supervivientes
Hay cuatro protagonistas en el juego: Francis, un motero al margen de la ley (expresado por Vince Valenzuela), Bill, un veterano de la guerra de Vietnam (expresado por Jim French), Zoey, una estudiante universitaria (expresada por Jen Taylor) y Louis, un gerente de cuentas del distrito (expresado por Earl Alexander). Los primeros planes del juego eran que los jugadores fueran asignados aleatoriamente a los personajes, pero en la versión final, los jugadores pueden elegir cualquier personaje, siempre que aún no haya sido seleccionado, o se les puede asignar un personaje no seleccionado al azar. Aparte de las apariencias, todos los personajes juegan exactamente igual en el juego.

### Armas
Los sobrevivientes están armados con varias armas de fuego. Cada jugador comienza el juego con una pistola semiautomática que puede recargarse un número ilimitado de veces y es la única arma que el sobreviviente puede usar cuando está incapacitado. Cuando se encuentra una segunda pistola, el jugador puede empuñarla en dos, también con munición ilimitada. Al comienzo de cada campaña, el jugador puede elegir entre una ametralladora y una escopeta de acción de bombeo. A medida que los sobrevivientes progresan a través de una campaña, se pueden encontrar armas más poderosas: un rifle de asalto completamente automático (una mejora de la ametralladora), una escopeta semiautomática (una actualización de la escopeta de acción de bombeo) y un rifle de caza con alcance de mira. En cada arma de fuego se monta una linterna que se puede encender y apagar, con la excepción de pistolas adicionales. Además de las armas de fuego, el jugador también puede llevar otros tres artículos en su inventario: granadas improvisadas (ya sea un cóctel molotov o una bomba casera modificada con una alarma de humo adjunta diseñada para atraer a los infectados antes de que explote); un botiquín de primeros auxilios, que se puede usar para curar a cualquier sobreviviente y píldoras analgésicas, proporcionando una salud temporal que se agota gradualmente y más rápido con el daño de los infectados, y se puede entregar a los compañeros de equipo para su uso posterior. Independientemente de qué arma o elemento esté usando un jugador, se puede usar un ataque cuerpo a cuerpo para empujar a los infectados que estén a su alcance. También están disponibles armas ambientales, como latas de gasolina, cilindros de propano y tanques de oxígeno, que explotan cuando son disparados. Estas armas ambientales pueden ser recogidas, movidas o utilizadas como armas cuerpo a cuerpo por los sobrevivientes, pero mientras cargan estos objetos no pueden usar sus armas o elementos de salud. Unas ametralladoras multicañón también están colocadas estratégicamente en varios lugares a lo largo de los diferentes mapas.

### Personajes infectados
Los infectados (expresados por el músico experimentado Mike Patton y el actor de voz Fred Tatasciore) son los principales antagonistas de Left 4 Dead, y parecen estar inspirados en parte por los infectados de varias películas modernas, incluyendo Dawn of the Dead, 28 Days Later y Quarantine. Una distinción importante de la primera es que, si bien los infectados se parecen a los zombis no muertos tradicionales, son, como se cita en el manual del juego, seres humanos infectados con un patógeno similar a la rabia, muy parecidos a los infectados en las últimas dos películas. Aunque nunca se les ha visto comiendo carne o cerebros humanos, varios sobrevivientes que han sido asesinados por los infectados aparecen a lo largo del juego y parecen haber sido devorados parcialmente. En el cómic de The Sacrifice, la madre de Zoey es mordida en la cara y ella comienza a atacar al resto de su familia. Una de las víctimas puede ser escuchada diciendo: "¡No puedo creer que me haya mordido!" antes de ser encontrada más tarde, completamente infectada. En una entrevista con 1UP.com, Mike Booth comentó sobre el concepto de usar un patógeno como inspiración para el escenario:
A pesar de que obviamente hemos superado el ámbito de la credibilidad con muchos de nuestros "jefes" infectados, la idea central de un patógeno que destruye la mente y colapsa la civilización es más horrorosa para mí que unos cadáveres mágicamente animados, precisamente porque es plausible. La rabia es un buen ejemplo de un patógeno que puede convertir a una mascota familiar leal, amigable y protectora en una despiadada máquina de ataque. Es un virus que reprograma el comportamiento de un animal complejo, de hecho, un mamífero. ¿Y si algo similar le sucediera a los humanos? Left 4 Dead es una posible respuesta.
Los infectados comunes encontrados durante el juego son rápidos y ágiles, débiles individualmente, pero pueden ser abrumadores en números. Ellos muestran una atracción especial por los sonidos de alarma de todo agudo, como el dispositivo sonoro conectado a las bombas caseras y las alarmas de los autos. A menudo, los infectados comunes persiguen la fuente de estos ruidos mientras ignoran sonidos de tono bajo, pero mucho más fuertes, como los disparos. Ocasionalmente, atacan en masas referidas en el juego como una "horda".
Además de los infectados comunes, hay cinco infectados "especiales" o "jefes" cuyas mutaciones les otorgan ataques especiales que los hacen mucho más peligrosos. Cada uno de los infectados especiales, así como las hordas que se acercan, tienen un sonido distintivo o una señal musical oportuna, haciendo que su presencia sea fácilmente reconocible por los jugadores. Existen cinco infectados especiales en Left 4 Dead:
- El Boomer es un infectado hinchado que puede vomitar su bilis, afectando la visión de los sobrevivientes y atrayendo hordas de zombis a los sobrevivientes vomitados. Al morir, explota arrojando más bilis en el área inmediata. Emiten eructos y vómitos como sonidos cuando están cerca. Una señal de bajo doble de cinco notas se reproduce para detectar al Boomer.
- El Smoker es una criatura cubierta de ebullición con una larga lengua que utiliza para atrapar y arrastrar a un sobreviviente de regreso a sí mismo. Entonces, puede atacar directamente al sobreviviente, permitiendo que la horda lo ataque, o dejar al sobreviviente suspendido sobre un acantilado o al borde de un techo. El Smoker solo libera a su víctima si un compañero de equipo empuja al sobreviviente atrapado, si le disparan a la lengua, si el sobreviviente muere, o si el Smoker muere, esta última resulta en una explosión que deja una nube de humo que oscurece la visión. Los Smokers tienen voces roncas y jadean o tosen con frecuencia, suponiendo que pudieron haber sido ávidos fumadores antes de ser infectados. Una señal de piano baja de dos notas se reproduce para detectar al Smoker.
- El Hunter es un enemigo totalmente ágil que puede saltar y abalanzarse sobre un sobreviviente, procediendo a desgarrar vivo a su víctima hasta incapacitarlo, matarlo o ser asesinado. Un Hunter emite chillidos o rugidos similar al de un animal cuando está cerca, y se puede escuchar un gruñido cuando se agacha para saltar. Una señal de piano con un sorprendente tono alto se reproduce para detectar al Hunter.
- La Witch es una infectada con largas garras que se encuentra llorando en un lugar. A menudo, los sobrevivientes pueden evitar a la Witch, pero si la molestan con luces, ruidos fuertes, disparos o permanecen demasiado cerca por un período de tiempo, ella se volverá sumamente agresiva y atacará a la persona que la "asustó". Junto con el llanto, una misteriosa melodía de coro suena cuando ella está cerca. La Witch tiene el ataque más fuerte de los infectados en el juego; capaz de matar a un sobreviviente con un arañazo en la dificultad más difícil. Como tal, no puede ser controlada por los jugadores en el modo Enfrentamiento.
- El Tank es una gigantesca bestia musculosa que tiene la capacidad de golpear a los sobrevivientes, hacerles volar por los aires e incapacitarlos; también puede arrojar piedras y golpear autos u otros escombros a los sobrevivientes. Parece que al Tank le falta la mandíbula inferior, pero en realidad está oculta en el músculo de su cuello. El Tank es el más duradero de todos los infectados especiales, y requiere el apoyo total de todos los sobrevivientes para ser asesinado. Para detectar su presencia, el Tank es acompañado por una partitura orquestal en auge.

En el modo Enfrentamiento, cuatro jugadores adicionales pueden tomar el control de los infectados especiales, con excepción de la Witch, que permanece controlada por la computadora. A cada jugador infectado se le asigna aleatoriamente una clase de infectado especial cuando entra en modo de regeneración. Mientras se encuentran en este modo, los infectados pueden desplazarse rápidamente por el mapa en busca de un lugar apropiado para regenerar. Esta ubicación debe estar lo suficientemente alejada de cualquier sobreviviente, fuera de su línea de visión y fuera de las áreas restringidas, como los refugios. Al morir, el jugador infectado debe esperar entre 10 y 25 segundos antes de volver a entrar en el modo de regeneración, dependiendo de cuántos jugadores haya en el equipo infectado. Cuando aparece un Tank en el juego, los jugadores infectados reciben un mensaje que indica qué jugador lo controlará. Los infectados controlados por los jugadores pueden ver los contornos de sus compañeros a través de paredes, de manera similar a los sobrevivientes, pero también puede ver los contornos de cada sobreviviente, coloreado según su salud y desaparece si el sobreviviente se abstiene de atacar, correr y vocalizar. Las vías verticales exclusivas de los infectados, como tuberías y enredaderas, están marcadas con símbolos animados para los jugadores infectados. Estos pueden ser escalados y utilizados para emboscadas.
Un infectado especial desechado conocido como el Screamer era un infectado atado en una camisa de fuerza y su presencia se daría a conocer por su risa maníaca. No atacaría a los sobrevivientes pero, al ser detectado, huiría para encontrar un escondite seguro; una vez que lo haga, emitiría un fuerte grito que atraería a una horda de zombis. Pronto, los desarrolladores lo encontraron estresante, especialmente si estaba en una multitud, así que lo sacaron del juego. Su poder de atracción de hordas se convirtió más tarde en el ataque del vómito del Boomer, que encontraron adecuado debido a su imagen obesa. Sin embargo, en un momento coexistió con el Boomer, que simplemente explotaría al ser asesinado y dañaría a los jugadores cercanos mientras que el Screamer atraería a los infectados. La camisa de fuerza sugiere que el Screamer podría haber estado loco (y posteriormente siendo internado en una institución mental) antes de ser infectado.

### Director de inteligencia artificial
La inteligencia artificial de Left 4 Dead presenta un sistema dinámico para el ritmo, dramática y dificultad del juego llamado "Director". En lugar de puntos de aparición fijos para los enemigos, el director coloca a los enemigos y objetos en diferentes posiciones y cantidades según la situación actual, el estado, la habilidad y la ubicación de cada jugador, creando una nueva experiencia para cada jugador. El director también crea estados de ánimo y tensión con señales emocionales, como efectos visuales, música dinámica y comunicación de personajes.
Valve ha denominado a esta configuración dinámica "narrativa emergente". Además del Director de inteligencia artificial, hay un segundo Director que controla la música. Fue creado como una forma de mantener la música interesante durante todo el juego. El director de música supervisa lo que un jugador ha experimentado para crear una combinación adecuada. El proceso es del lado del cliente y se realiza mediante un sistema multipista. Cada jugador escucha su propia mezcla, que se genera a medida que juegan a través del juego, y los jugadores muertos que observan a un compañero de equipo escuchan la mezcla de sus compañeros.
Una versión mucho más simple del Director de inteligencia artificial se usó previamente para algunas batallas clave en Half-Life 2: Episode Two.
Valve está buscando formas de aplicar al Director en sus juegos futuros para hacer que el ritmo y la dificultad sean más dinámicos.

### Modos de juego
Left 4 Dead contiene cuatro modos de juego: campaña, enfrentamiento, supervivencia y un solo jugador. La campaña cooperativa consiste en hasta cuatro sobrevivientes controlados por jugadores que intentan abrirse paso entre los refugios y, finalmente, ser rescatados. En este modo, los infectados especiales son controlados por la inteligencia artificial. En una campaña de enfrentamiento, cada equipo de uno a cuatro jugadores juega cada capítulo de la campaña como sobreviviente e infectado, intercambiando bandos una vez por capítulo. A diferencia del modo campaña, los sobrevivientes muertos no reaparecen. Si al menos un sobreviviente controlado por un jugador termina el nivel, el equipo de los sobrevivientes gana cien puntos, así como puntos de bonificación en función de su salud y los elementos de salud de su inventario. Estos puntos se multiplican por el nivel de dificultad del capítulo y el número de sobrevivientes que terminaron. Si todos los sobrevivientes controlados por el jugador son asesinados, el equipo sobreviviente solo gana puntos según su progreso promedio en el capítulo y el multiplicador de dificultad. El modo de supervivencia consiste en un desafío cronometrado en el que los jugadores intentan sobrevivir el mayor tiempo posible contra una horda sin fin de zombis, agregado en abril de 2009 en el contenido descargable del Survival Pack. El modo para un jugador es similar al modo campaña, pero se juega sin conexión a Internet con tres bots controlados por la inteligencia artificial como los otros sobrevivientes. En Xbox 360, otros jugadores pueden unirse en la misma consola para convertir al modo de un solo jugador en un juego cooperativo fuera de línea. El juego también se puede jugar a través de un enlace del sistema, o red de área local. Los jugadores también han descubierto una forma de jugar en modo cooperativo en pantalla dividida con la versión para PC.

## Producción
El desarrollo de Left 4 Dead comenzó a mediados de 2005. Turtle Rock Studios se propuso crear un juego inspirado en una película de terror que combine la estructura narrativa basada en personajes de juegos para un solo jugador con la interacción social de los juegos multijugador y la alta capacidad de re-jugabilidad. El juego fue revelado por primera vez en una publicación navideña de 2006 de PC Gamer UK con un artículo de seis páginas que describe un juego en la sede de Turtle Rock Studios. Un «teaser tráiler» fue lanzado con The Orange Box y fue jugado por primera vez en el Showdown 2007 LAN en San José y en el QuakeCon 2 007. Turtle Rock Studios anunció Left 4 Dead el 20 de noviembre de 2006, y fue adquirido por Valve Corporation el 10 de enero de 2008, debido al juego y la larga relación entre las empresas. El juego fue presentado para su pre-compra en la plataforma de Valve, Steam, el 15 de octubre de 2008.
Para darle una exposición significativa a Left 4 Dead, Valve financió una campaña de marketing de $10 millones para el juego en los Estados Unidos y Europa, con anuncios de televisión, impresiones, sitios web y ubicaciones al aire libre en varias ciudades. Valve también organizó concursos fotográficos titulados: "Hey, ¿dónde está mi pulgar?", ofreciendo copias de Left 4 Dead a las personas que enviaran la mejor fotografía con zombis o los anuncios al aire libre.

### Desarrollo
Left 4 Dead utiliza la versión de 2008 del motor de Valve, Source, con mejoras como la compatibilidad con procesadores de múltiples núcleos y una animación basada en la física para retratar de manera más realista el cabello y la ropa, y para mejorar la interacción física con los enemigos cuando se les dispara o empuja en diferentes partes del cuerpo. La animación también se mejoró para permitir que los personajes se inclinen de manera realista cuando se mueven en caminos curvos. La representación y la inteligencia artificial se ampliaron para permitir un mayor número de enemigos que puedan navegar por el mundo de mejores maneras, como escalar, saltar y romper obstáculos. La iluminación se mejoró con el nuevo mapeado normal de auto-sombreado y la representación avanzada de sombras que es importante para transmitir información sobre el entorno y las acciones del jugador. Las superficies húmedas y la niebla se utilizan para crear estados de ánimo. Se han agregado muchos tipos de efectos visuales cinematográficos de procesamiento posterior en el juego, inspirados en películas de terror. Hay una corrección de color dinámica que acentúa los detalles según la importancia, el contraste y el enfoque para enfocar la atención en áreas críticas, granos de película para exponer o implicar detalles en áreas oscuras y viñeteado para evocar la tensión y una apariencia de película de terror.
Left 4 Dead sufrió muchas fases de desarrollo; influenciado por pruebas de juego, Turtle Rock Studios eliminó muchas de las características que originalmente estaban en el juego. En las fases iniciales, había otro infectado especial llamado "Screamer", que no tenía ataques, pero al detectar a un sobreviviente correría a un lugar seguro y luego emitiría un potente grito que atraería a una horda de zombis. Este infectado fue eliminado, pero su capacidad para atraer a la horda se incorporó en el vómito del Boomer. Se previó un sistema persistente de mérito/demérito para proporcionar una retroalimentación positiva por buen comportamiento, como ayudar a un compañero caído; y retroalimentación negativa por mal comportamiento, como dispararle a un compañero de equipo. Esto proporcionaría una puntuación para clasificar la efectividad de un jugador como compañero de equipo, pero este sistema se eliminó al final del desarrollo del juego a favor de una retroalimentación inmediata y no persistente que se muestra en el juego. Otro elemento importante eliminado fue una larga introducción entre campañas; debido a que el juego está diseñado para ser reproducible, fue difícil mantener la atención del jugador para ver repetidas escenas de cortes, por lo que se rechazaron en favor de una narrativa dispersa. Además, el juego comenzó con el diseño de una gran ciudad con muchas rutas para los sobrevivientes, pero los primeros jugadores se confundieron cuando empezaron a jugar, y luego siempre eligieron la misma ruta; en última instancia, Turtle Rock Studios recortó los mapas de la ciudad en las primeras campañas, No Mercy y Dead Air.
Certain Affinity ayudó a Turtle Rock Studios con la versión en Xbox 360 del juego. La versión para Xbox 360 de Left 4 Dead tiene los mismos modos de juego que la versión para PC, pero tiene características adicionales, como el soporte para pantalla dividida, que permite que dos jugadores jueguen sin conexión y en línea desde la misma consola, además del sistema de juego System Link. El modo de pantalla dividida también se puede lograr en la versión para PC, pero requiere comandos de consola y puede requerir la modificación de los archivos de configuración del controlador; y no está oficialmente respaldado. Ambas versiones del juego tienen un nuevo sistema de emparejamiento para simplificar el proceso de encontrar otros jugadores. Este nuevo sistema de administración de servidores se encontró con una reacción negativa de los operadores de servidores de PC, quienes con este sistema tenían muy poco control sobre sus servidores. Esto llevó a Valve a lanzar una serie de parches que permitieron a los operadores de servidores eliminar su servidor del "grupo" de emparejamiento de servidores o hacer servidores privados. Valve ejecuta servidores dedicados para ambas versiones del juego.

### Promoción
Para promover el juego y proporcionar un entrenamiento básico a los jugadores antes de comenzar el juego, Valve decidió desarrollar una película de introducción pre-renderizada. Esta película fue lanzada en Halloween y muestra acontecimientos antes del inicio de la campaña de No Mercy. Valve eligió una película de introducción en lugar de las mecánicas de entrenamiento en el juego porque querían que los jugadores cayeran inmediatamente en un apocalipsis zombi mundial. Más tarde, Valve detalló en su blog oficial de Left 4 Dead cómo diseñaron la película, desde una animación intencionalmente muy básica a principios de julio de 2008 hasta el resultado final para el lanzamiento del juego.
El acceso temprano a la demo de Left 4 Dead para las personas que pre-ordenaron el juego comenzó el 6 de noviembre de 2008 tanto para Windows como para Xbox 360. Le dio a los usuarios acceso a juegos en línea y para un solo jugador en dos "escenas" en una "película" dentro del juego. Esta promoción se ofreció además del ahorro del 10% para aquellos que realizan pedidos anticipados y se aplican a todos los pedidos anticipados de Steam en Windows y todos los pedidos anticipados de Windows y Xbox 360 de GameStop y EB Games en Norteamérica. El 11 de noviembre, la demo de Left 4 Dead se puso a disposición de todos los jugadores de Windows y Xbox 360 en todo el mundo. La demo de Left 4 Dead fue eliminada del mercado del Xbox 360 y del propio Steam después del lanzamiento oficial del juego el 18 de noviembre de 2008, sin embargo, todavía está disponible para aquellos que lo jugaron.
La demo tuvo muchos problemas con el servidor cuando se lanzó, principalmente la estrategia de Valve para la administración del servidor que hizo imposible configurar un servidor privado dedicado con controles del administrador. Sin embargo, una serie de parches condujo a la disponibilidad de un navegador de servidor y una funcionalidad básica de servidor privado, así como al reconocimiento de Valve de las preocupaciones de los jugadores. Parece que un parche lanzado justo antes del juego en sí ha resuelto muchos de los problemas de conexión que tenían los jugadores de la demo.
El 1 de mayo de 2009, el juego fue lanzado de manera gratuita a través de Steam como una prueba de un día llamada "Freaky Free Friday"; la prueba se extendió hasta el sábado.
El 5 de octubre de 2010, el precio del juego a través de Steam se redujo a $6.80, o un "paquete de cuatro" por $20.40, como una promoción coincidente al lanzamiento del contenido descargable gratuito de The Sacrifice.

### Lanzamiento
Left 4 Dead alcanzó su fase dorada el 13 de noviembre de 2008 y fue lanzado el 18 de noviembre de 2008 en Norteamérica; y el 21 de noviembre de 2008 en Europa, coincidiendo con el décimo aniversario del lanzamiento de Half-Life.
Valve lanzó un parche para servidores en diciembre de 2008 para impedir que los jugadores de Xbox Live usen trampas similares a las de PC. Un portavoz de Valve dijo: "Este parche está diseñado para detener comportamientos tramposos en servidores dedicados, usados en la mayoría de modos de juego cooperativos y de enfrentamiento".

### Después del lanzamiento
Valve intenta darle un soporte a la versión para PC del juego a través de actualizaciones de contenido gratuitas y la versión de Xbox 360 con contenidos descargables gratuitos. En un pódcast de Kotaku, el escritor Chet Faliszek divulgó que un anuncio relacionado con contenidos descargables para PC y Xbox 360 se lanzará "muy pronto", y que el anuncio se retrasó por la temporada de vacaciones. El 5 de febrero de 2009, Valve publicó detalles sobre el próximo paquete de contenido descargable. Se incluyen las dos campañas completas de Death Toll y Dead Air para el modo Enfrentamiento, que antes no estaban disponibles, así como el modo de juego de supervivencia, donde los sobrevivientes intentarán sobrevivir interminables oleadas de infectados durante el mayor tiempo posible. El 11 de febrero de 2009, Valve anunció que el contenido descargable para el juego sería gratuito tanto para Xbox 360 como para PC; y el 21 de abril, fue lanzado. El modo de supervivencia fue establecido con 16 mapas, 15 de ellos fueron modificados en porciones de los mapas existentes y uno era una nueva campaña situada en un faro titulada The Last Stand. El 12 de mayo de 2009 se lanzó la edición del "Juego del año" de Left 4 Dead para PC y Xbox 360, con actualizaciones y nuevo contenido incluido en el disco.
El 15 de mayo de 2009, se inició una prueba beta abierta para el equipo de desarrollo de Source, actualizada para ser compatible con Left 4 Dead bajo el nombre de "Herramientas de creación de Left 4 Dead". Esto incluía un nuevo conjunto de complementos que permitía a los usuarios importar datos de SketchUp, un programa gratuito de modelado en 3D, directamente en el editor de niveles de Hammer para usar en mapas. La versión beta concluyó el 25 de junio de 2009, con el lanzamiento completo de las herramientas de creación de Left 4 Dead, la correspondiente actualización de servidores y emparejamiento para admitir mapas personalizados. La actualización incluía una herramienta de línea de comandos para empaquetar campañas personalizadas de Left 4 Dead para facilitar su distribución.
Una secuela, titulada Left 4 Dead 2, fue anunciada en la conferencia E3 de 2009 y lanzada el 17 de noviembre de 2009. Gabe Newell respondió a un correo electrónico de Kotaku en el que explicaba que, a pesar de la próxima secuela, se seguiría apoyando a Left 4 Dead y se planearía más contenido en los próximos meses.
El 4 de agosto de 2009, Valve anunció el segundo paquete de contenido descargable, que contenía una nueva campaña llamada Crash Course, establecida poco después de los acontecimientos de No Mercy, donde los sobrevivientes intentarían llegar a un depósito de camiones después de que el helicóptero de noticias que los rescató del Hospital Mercy se estrellara. Está disponible para los modos cooperativo, enfrentamiento y supervivencia, con varios ajustes a la mecánica del juego, y con nuevas ubicaciones y diálogos de personajes. Se anunció que el contenido descargable se lanzará el 29 de septiembre de 2009, en la fecha en que se lanzó de forma gratuita para PC, pero se lanzó accidentalmente en Xbox Live a un precio más alto. Poco después, el precio fue modificado, y todos los jugadores que compraron el DLC con el precio alto fueron reembolsados.
El 9 de noviembre de 2009, se publicó una actualización de emparejamiento para permitir el emparejamiento entre equipos de cuatro jugadores en el modo Enfrentamiento.
Una campaña de Left 4 Dead 2 titulada The Passing presentó a los cuatro sobrevivientes de Left 4 Dead conociendo al nuevo reparto como parte de una campaña completa. El contenido de Left 4 Dead 2 fue establecido en marzo de 2010, sin embargo, se retrasó hasta el 22 de abril de 2010. Para conectar los acontecimientos de The Passing a los de Left 4 Dead, Valve lanzó otra campaña en octubre de 2010 tanto para Left 4 Dead como para su secuela, titulada The Sacrifice; estos acontecimientos tienen lugar antes de The Passing y cuentan cómo los sobrevivientes del primer juego se encuentran con los sobrevivientes de Left 4 Dead 2, y cómo uno valientemente se sacrificó por la seguridad de los demás.
Valve anunció un cómic digital de 190 páginas que se reveló en cuatro partes en las semanas previas al lanzamiento de The Sacrifice. La primera parte fue publicada el 14 de septiembre de 2010, con una nueva parte programada para ser lanzada cada semana hasta el lanzamiento de The Sacrifice el 5 de octubre. El cómic fue ilustrado por Michael Avon Oeming, el artista detrás de la serie de cómics de Powers, y cuenta las historias de los cuatro sobrevivientes originales, así como los acontecimientos que llevaron a los orígenes de la infección. El cómic inicia con un Bill gravemente herido, acabándose de sacrificar para salvar a los demás, con tres Tanks acercándose a él. Luego, cambia al final de Blood Harvest, revelando ser una semana antes. En el DLC de The Sacrifice, cualquier jugador, ya sea que juegue con Bill o no, puede elegir sacrificarse para permitir que los otros sobrevivientes completen la campaña.
En marzo de 2010, Valve anunció que llevaría la plataforma de contenido Steam a las computadoras macOS; junto con él, proporcionarían versiones nativas de los juegos de Valve existentes, incluyendo a Left 4 Dead y su secuela. El juego fue lanzado para macOS el 28 de octubre de 2010. Left 4 Dead es compatible con la jugabilidad multijugadora, lo que permite a los jugadores de macOS jugar junto a los jugadores de PC en los mismos servidores, y también es parte de los títulos compatibles de Steam y Steam Cloud, que permiten que un jugador que haya comprado el juego en una plataforma lo descargue y juegue en la otra plataforma de manera gratuita.
Overkill Software, los desarrolladores de Payday: The Heist, un juego similar a Left 4 Dead, presentando a cuatro jugadores en un juego cooperativo, anunciaron en junio de 2012 que han trabajado con Valve para crear un DLC para Payday en la forma de un mapa reflejado del Hospital Mercy de la campaña No Mercy de Left 4 Dead; sin embargo, este nivel no es canónico al juego y no tiene nada que ver con el brote de la infección que inició los acontecimientos de Left 4 Dead.
El 20 de agosto de 2015, se lanzó una actualización para el juego Zombie Army Trilogy, que presentó a los ocho sobrevivientes de ambos juegos de Left 4 Dead.
El estudio de desarrollo detrás de Left 4 Dead, Turtle Rock Studios, anunció un nuevo videojuego titulado Back 4 Blood, siendo confirmado como un sucesor espiritual del juego.

## Recepción

### Crítica
Left 4 Dead recibió críticas extremadamente positivas de los críticos. En Metacritic, el juego recibió una puntuación de 89 sobre 100 en ambas versiones de Xbox 360 y PC. IGN declaró: "Es casi perfecto para captar la tensión y acción de una película de zombis de Hollywood", y lo describió como "posiblemente el más perfecto juego cooperativo de disparos en primera persona". Giant Bomb comentó que el motor de Source estaba comenzando a mostrar su edad, pero elogió el uso de iluminación y los efectos fílmicos del juego que le dan a su mundo "una sensación desolada y descolorida", así como las expresiones realistas y emotivas de los personajes y la fascinante dirección artística. Eurogamer llegó a la conclusión de que Left 4 Dead "es otra versión profundamente profesional, llena de personal y progresiva de los juegos de disparos de Valve". Tanto IGN como GameSpot elogiaron la capacidad de re-jugabilidad del juego, pero GameSpot criticó la "selección de mapas limitado" que a veces podría "ser un poco repetitivo". GameSpy observó que la falta de una narrativa general entre las campañas fue decepcionante. Sin embargo, algunos críticos elogiaron su fidelidad al género de películas de zombis, incluida la historia de fondo "deliberadamente ambigua", y la cantidad de caracterización y emoción aportada por cada uno de los cuatro sobrevivientes. TeamXbox comentó que los problemas de recorte perjudican, por lo demás, a la "increíblemente buena" experiencia visual. Hideo Kojima, creador de la serie de Metal Gear declaró en una entrevista a 1UP.com que era un "adicto al juego" y que era, en su opinión, uno de los "principales títulos hechos con personas de la industria cinematográfica que exploran las profundidades de la alta definición".

### Ventas
El 28 de octubre de 2008, Valve informó que las pre-órdenes de Left 4 Dead habían superado a las de The Orange Box en un 95% después de que se lanzara la preventa en Steam. El 21 de noviembre de 2008, día del lanzamiento del juego en Europa, Valve emitió un comunicado de prensa que decía que Left 4 Dead había superado los números de pre-órdenes de The Orange Box en más del 160%. La versión para Xbox 360 de Left 4 Dead fue el séptimo juego más vendido de diciembre de 2008 en los Estados Unidos, vendiendo más de 629.000 copias. El 3 de febrero, Electronic Arts reveló que Left 4 Dead había vendido más de 1.8 millones de copias, excluyendo a Steam y las cifras de ventas mundiales. El 26 de marzo, Mike Booth reveló que el juego había superado los 2.5 millones de ventas en el comercio minorista durante una presentación en la Game Developers Conference de 2009. El 24 de septiembre de 2009, Valve anunció que se habían vendido casi 3 millones de copias del juego. El 10 de mayo de 2011, Doug Lombardi mencionó que el juego y su secuela han vendido cada uno 3 millones de copias en la Xbox 360. El 11 de agosto de 2011, en una entrevista telefónica con Giant Bomb, Chet Faliszek dijo que la serie ha vendido más de 11 millones de unidades en total.

### Premios
Left 4 Dead recibió reconocimiento como uno de los mejores juegos multijugadores y uno de los mejores juegos para PC de 2008 por varias organizaciones y publicadores de juegos. El juego fue nombrado el "Mejor juego multijugador de 2008" por IGN, GameSpy, Spike TV, NoFrag y la Academia Británica de las Artes Cinematográficas y de la Televisión; y como el "Juego de computadora del año" por la Academia de las Artes y las Ciencias Interactivas, Spike TV y Bit-tech. Otros premios incluyen "Logro sobresaliente en juegos en línea" por la Academia de las Artes y las Ciencias Interactivas, "Mejor uso de sonido para PC" y "Mejor juego de disparos" por IGN, "Padre de todos los juegos de disparos en primera persona" por NoFrag, y "Mejor multijugador cooperativo" y "Mejor juego de disparos" de 2008 por GameSpot, que también lo nominó para el "Juego del año".